# Фридман, Зеев
Зее́в Фри́дман (10 июня 1944, Прокопьевск, Кемеровская область — 6 сентября 1972, Мюнхен) — израильский тяжелоатлет, выступал в наилегчайшем весе. Член олимпийской сборной Израиля, убит во время теракта на Олимпийских играх 1972 года в Мюнхене.

## Биография
В 1960 году переехал из Польши в Израиль. Спортивную карьеру начал как гимнаст, но позже переключился на тяжёлую атлетику. Был членом спортивного клуба «Хапоэль Кирьят-Хаим». Он завоевал бронзовую медаль на чемпионате Азии по тяжёлой атлетике 1971 года.
В 1972 году участвовал в соревнованиях по тяжёлой атлетике (до 56 кг) на летних Олимпийских играх 1972 года в Мюнхене, ФРГ. Занял 12-е место, что было одним из лучших достижений всех израильских спортсменов того времени. 5 сентября члены палестинской группы «Чёрный сентябрь» ворвались в Олимпийскую деревню, где жила израильская команда, и взяли в заложники нескольких израильских спортсменов и тренеров, включая Фридмана. После длительных переговоров похитители доставили заложников в аэропорт на вертолёте и убили их, когда полиция Мюнхена и баварские пограничники предприняли неудачную попытку освобождения. Согласно отчёту о вскрытии Института судебно-медицинской экспертизы Мюнхенского университета, Фридман умер от внутреннего кровотечения. Также было отмечено, что часы, которые носил 28-летний штангист, продолжали работать, когда началось вскрытие, показывая время 19:51.